# Automotrice Berliet PLM
L'automotrice Berliet est un type d'automotrice thermique construite en France par Berliet pour la Compagnie des chemins de fer de Paris à Lyon et à la Méditerranée (PLM).

## Caractéristiques

### Caractéristiques générales

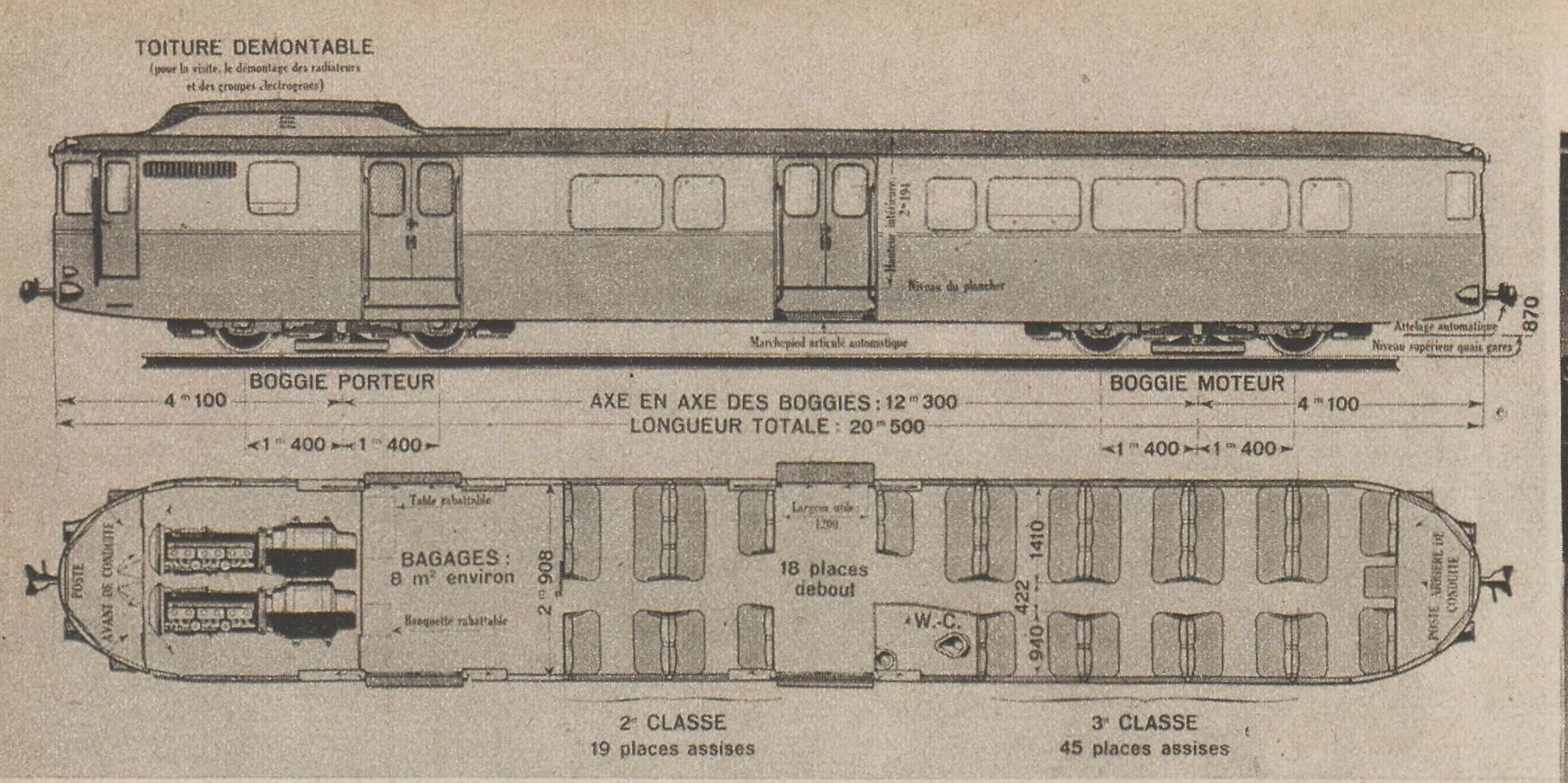
Plan d'ensemble.

| Nombre construits                         | 2                   | 12                  |
| Constructeur                              | Berliet             | Berliet             |
| Numéros                                   | ZZ-M-1-2            | ZZ-M-201-212        |
| Écartement [mm]                           | standard (1 435 mm) | standard (1 435 mm) |
| Longueur hors-caisse [mm]                 | 20 500              |                     |
| Largeur hors-caisse [mm]                  | 2 908               |                     |
| Entre-axes bogies [mm]                    | 12 300              |                     |
| Porte-à-faux [mm]                         | 4 100               |                     |
| Masse à vide / en charge [t]              | 37,7 / 44,9         |                     |
| Nombre de bogies moteurs+porteurs         | 1+1                 |                     |
| Disposition des essieux (arrière → avant) | Bo'2'               |                     |
| Conduite                                  | Bidirectionnelle    |                     |

### Bogies
| Type                                      | Moteur                                                    | Porteur             |
| Général                                   |                                                           |                     |
| Écartement                                | standard (1 435 mm)                                       | standard (1 435 mm) |
| Pivotant (degré)                          | Oui                                                       | Oui                 |
| Essieux                                   | classiques                                                | classiques          |
| Empattement [mm]                          | 2 800                                                     | 2 800               |
| Utilisation                               |                                                           |                     |
| Nombre dans le véhicule                   | 1                                                         | 1                   |
| Disposition des essieux (arrière → avant) | Bo'2'                                                     | Bo'2'               |
| Motorisation et freinage                  |                                                           |                     |
| Type                                      | bimoteur                                                  | /                   |
| Agencement                                | Latéral au centre de chaque côté de la traverse danseuse. | /                   |
| Autres                                    |                                                           |                     |
| Illustration                              |                                                           |                     |
| Plan                                      |                                                           |                     |
|                                           |                                                           |                     |

### Motorisation
| Modèle / Utilisation                       | ZZ M 1-2                                 |
| Transmission                               | électrique                               |
| Groupe électrogène                         |                                          |
| Moteur thermique                           | diesel Renault MIDR                      |
| Architecture                               | 6 cylindres en ligne                     |
| Alésage x course [mm]                      | 135 x 180                                |
| Alimentation                               | Injection mécanique directe              |
| Puissance [kW] ([ch]) à X tours par minute | 92 (125) à 1 500                         |
| Génératrice                                | Alsthom                                  |
| Puissance [kW]                             | 70                                       |
| Nombre dans le véhicule                    | 2                                        |
| Disposition                                | Longitudinal dans un compartiment dédié. |
| Illustration                               |                                          |
| Plan                                       |                                          |
| Motorisation                               |                                          |
| Moteur                                     | Alsthom                                  |
| Nombre dans le véhicule                    | 2                                        |
| Disposition                                | Dans le bogie.                           |
| Transmission                               |                                          |
| Transmission                               | Bo'2'                                    |
| Type de transmission                       | électrique                               |
|                                            |                                          |

### Articles
- Abry (prénom inconnu), « Les autorails Berliet », Le bulletin PLM, no 41,‎ septembre 1935, p. 126-128 (lire en ligne)